# Chùa Bà Nành (Hà Nội)
Chùa Bà Nành (còn có tên là Tiên Phúc tự), là một ngôi chùa tọa lạc ở số nhà 27 phố Văn Miếu (Hà Nội), một cổng khác nằm tại số 154 phố Nguyễn Khuyến.

## Lịch sử hình thành
Có hai truyền thuyết về việc xây ngôi chùa này. Truyền thuyết thứ nhất là chùa trước kia được dựng lên để thờ một bà cụ bán hàng không rõ tên tuổi. Bà cụ thường bán nước chè, đậu nành cho các học trò Trường Quốc Tử Giám. Lại có tư liệu nói thêm là chùa dựng và đầu triều Lê, thế kỷ XV trên nền quán hàng nước của cụ già ấy và có lần vua Lê Thánh Tông (l460-1497) đến thăm Quốc Tử Giám đã ghé vào vãn cảnh chùa.
Truyền thuyết thứ hai gắn liền với một bối cảnh tình thơ đầy lãng mạn. Ấy là từ đầu thế kỷ XIII, vua nhà Lý đã cho dựng ngôi chùa này. Đến đời nhà Trần thì chùa đổi tên là Tiên Phúc vì theo lời đồn đại trong dân gian, thỉnh thoảng người ta vẫn thấy có nàng tiên xuất hiện thướt tha trước sân chùa. Khi vua Lê Thánh Tông đến chùa ngắm cảnh thì bỗng từ trên gác chuông thấy hiện ra một người con gái đẹp ngâm nga mấy vần thơ:
Ở đây mến cảnh, mến thầy
Tuy vui đạo Phật, chưa khuây lòng người.
Nhà vua đã cùng nàng tiên xướng họa, sau đó, nàng tiên biến mất tại đình Quảng Văn. Truyền thuyết này cũng được áp dụng cho chùa Bà Ngô, một ngôi chùa ở cạnh chùa Bà Nành. (chi tiết, xin xem: chùa Bà Ngô)

## Kiến trúc
Năm Đinh Hợi (1887), vào đời vua Đồng Khánh, chùa Tiên Phúc được tu sửa lớn. Cấu trúc phía ngoài có tam quan, bên trong hình chuôi vồ chia làm hai nơi tiếp khách và bàn thờ có tượng Phật. Chùa cúng thờ Bà Nành bên cạnh bàn thờ Phật nên trong chùa còn lưu giữ một phiến đá hình chữ nhật màu xanh đen, trên có chạm chìm các vân mây. tương truyền vốn là nơi bà cụ bày hàng nước để bán. Pho tượng Bà Nành đôn hậu, gần gũi với đời sống, tượng mang nét nghệ thuật thế kỷ XVIII. Ba tấm bia đá và 1 quả chuông là hiện vật quý.

## Bảo tồn
Chùa Bà Nành – Tiên Phúc ngoài giá trị lịch sử văn hóa tự thân, còn được coi là một di tích nằm trong quần thể di tích lịch sử Văn Miếu – Quốc Tử Giám. Chùa đã được Bộ Văn hóa – Thông tin xếp hạng di tích kiến trúc nghệ thuật ngày l2-12-l986. Tuy nhiên, có một thời gian, cổng chùa ở 27 phố Văn Miếu bị bịt kín lại và bị một số hộ kinh doanh lấn chiếm. Chùa chỉ còn một cổng ở phố Nguyễn Khuyến. Hiện nay, cả hai cổng đều đã được mở trở lại.